# Hallonsoda
Hallonsoda, en röd-rosafärgad läskedryck med hallonsmak. Den tillverkas av olika bryggerier, till exempel Apotekarnes, Nygårda och Hammars Bryggeri.

## Innehåll (Nygårdas Hallonsoda)
Kolsyrat vatten, socker, glukos-fruktossirap, juice av fläderbär (0,5%), surhetsreglerande medel citronsyra, konserveringsmedel E 211 och E 202, aromämnen (hallon), färgämne E 104.